# Jany Temime
Jany Temime, précédemment créditée sous les noms de Jany Fischer, Jany Hubar ou Jany Van Hellenberg Hubar, est une chef costumière française travaillant pour le cinéma hollywoodien.
Elle est connue notamment pour son travail sur les films de la franchise James Bond (à partir de 2012). Elle est également la costumière principale de la série de films Harry Potter, qu'elle rejoint en 2004.
Elle collabore régulièrement avec le réalisateur Alfonso Cuarón.

## Biographie
Temime grandit à Paris dans les années 1960 et 1970. Elle dessine des vêtements pour des poupées dès l'âge de quatre ans, puis passe ses samedis au studio de la société de prêt-à-porter tenue par ses parents, pour concevoir des pull-overs. La création de costumes est la seule profession qu'elle a jamais exercée, mais n'a jamais souhaité reprendre l'entreprise familiale, préférant se tourner vers le cinéma.
Elle travaille d'abord sur des courts-métrages et de nombreux films néerlandais (elle est alors créditée sous le nom de Jany Van Hellenberg Hubar). Le réalisateur Alfonso Cuarón l'introduit dans l’univers Harry Potter en 2004 avec Harry Potter et le Prisonnier d'Azkaban, qu'il réalise. Temime devient la costumière en chef de la franchise jusqu'au dernier film Harry Potter sorti en 2011. Elle dirige par la suite la création des costumes de films James Bond comme Skyfall et 007 Spectre, et continue de travailler avec Cuarón.
Temime est également ambassadrice du fournisseur de matériel de dessin et d'art professionnel Prismacolor.

## Filmographie sélective
- 1983 : L'Ascenseur
- 1995 : Antonia et ses filles
- 1997 : House of America
- 2000 : La Défense Loujine
- 2001 : Invincible
- 2003 : Résistance
- 2004 : Harry Potter et le Prisonnier d'Azkaban
- 2004 : Bridget Jones : L'Âge de raison
- 2005 : Harry Potter et la Coupe de feu
- 2006 : Copying Beethoven
- 2006 : Les Fils de l'homme
- 2007 : Harry Potter et l'Ordre du Phénix
- 2008 : Bons baisers de Bruges
- 2009 : Harry Potter et le Prince de sang-mêlé
- 2010 : Harry Potter et les Reliques de la Mort, partie 1
- 2011 : Harry Potter et les Reliques de la Mort, partie 2
- 2012 : La Colère des Titans
- 2012 : Skyfall
- 2013 : Gravity
- 2014 : Hercule
- 2015 : 007 Spectre
- 2015 : Docteur Frankenstein
- 2016 : Passengers
- 2017 : Film Stars Don't Die in Liverpool
- 2019 : Alex, le destin d'un roi
- 2019 : Judy de Rupert Goold
- 2021 : Black Widow de Cate Shortland
- 2022 : House of the Dragon
- 2025 : Heads of State d'Ilia Naïchouller

## Distinctions
Sauf indication contraire, les informations mentionnées dans cette section peuvent être confirmées par la base de données cinématographiques IMDb,  présente dans la section « Liens externes ».

### Récompenses
- Nederlands Film Festival 1995 : Prix spécial du jury (conception costumes)
- BAFTA Cymru Awards 1998 : Meilleurs costumes pour House of America
- Rembrandt Awards 2010 : Prix honorifique (conception costumes)
- Costume Designers Guild Awards 2012 : Excellence dans un film fantastique pour Harry Potter et les Reliques de la Mort - Partie 2
- Costume Designers Guild Awards 2013 : Excellence dans un film contemporain pour Skyfall

### Nominations
- British Independent Film Awards 2001 : Meilleure réalisation technique pour High Heels and Low Lifes
- Satellite Awards 2005 : Meilleurs costumes pour Harry Potter et la Coupe de feu
- Saturn Awards :
  - 2005 : Meilleurs costumes pour Harry Potter et le Prisonnier d'Azkaban
  - 2006 : Meilleurs costumes pour Harry Potter et la Coupe de feu
  - 2008 : Meilleurs costumes pour Harry Potter et l'Ordre du Phénix
  - 2010 : Meilleurs costumes pour Harry Potter et le Prince de sang-mêlé
  - 2011 : Meilleurs costumes pour Harry Potter et les Reliques de la Mort - Partie 1
  - 2012 : Meilleurs costumes pour Harry Potter et les Reliques de la Mort - Partie 2
- Costume Designers Guild Awards 2008 : Excellence dans un film fantastique pour Harry Potter et l'Ordre du Phénix
- BAFA 2020 : Meilleurs costumes pour Judy